# M.O.P.
M.O.P., zkratka z Mash-Out Posse, je americké hardcore hip hopové duo, které tvoří dva členové Billy Danze a Lil 'Fame. Mezi známé skladby patří How About Some Hardcore, Ante Up, Cold As Ice a Stand Clear.

## Diskografie

### Studiová alba
| Album                 | Rok  |
| --------------------- | ---- |
| To the Death          | 1994 |
| Firing Squad          | 1996 |
| First Family 4 Life   | 1998 |
| Warriorz              | 2000 |
| Foundation            | 2009 |
| Sparta (se Snowgoons) | 2011 |

### Kompilace
| Album          | Rok  |
| -------------- | ---- |
| Mash Out Posse | 2004 |
| St. Marxmen    | 2005 |
| Ghetto Warfare | 2006 |